# Tachina cheni
Tachina cheni är en tvåvingeart som beskrevs av Chao 1987. Tachina cheni ingår i släktet Tachina och familjen parasitflugor. Inga underarter finns listade i Catalogue of Life.